# Edinburgh Festival Fringe
Pour les articles homonymes, voir Festival d'Édimbourg.

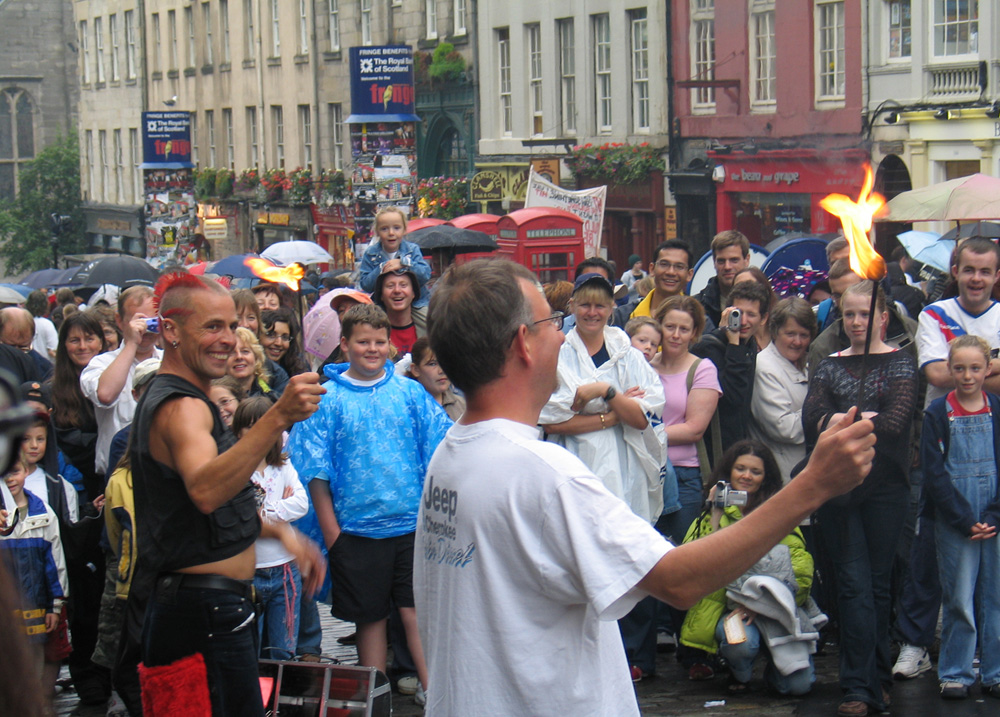
Spectacle de rue sur le Royal Mile.

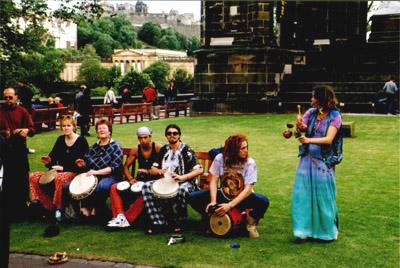
Un groupe de musiciens au pied du Scott Monument.

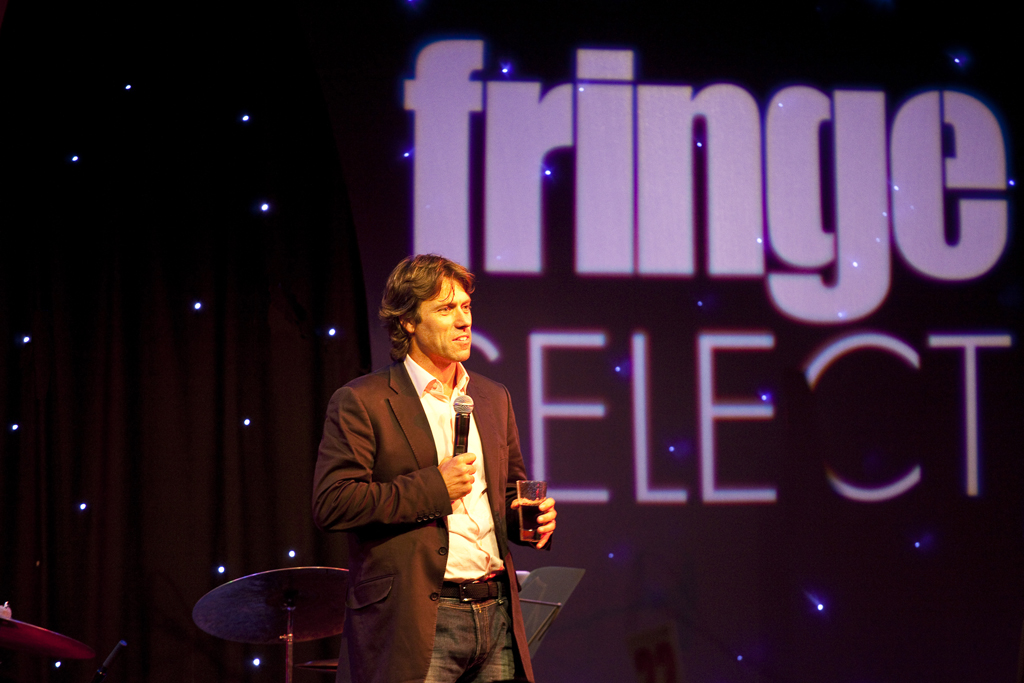
L'humoriste John Bishop en représentation.

Le Edinburgh Festival Fringe (EFF) ou simplement The Fringe, est un festival artistique inauguré en 1947 qui a lieu chaque année en août à Édimbourg (Écosse) pendant trois semaines. Il se déroule en marge du festival international d'Édimbourg (comme « Festival off ») et est actuellement le plus important festival artistique du monde.
Alors que le festival international est considéré comme l'événement « officiel » de l'ensemble des Festivals d'Édimbourg se déroulant au mois d'août, le Fringe est un immense rassemblement de spectacles (plus de 2 500 chaque année), principalement du théâtre et de la comédie (stand-up), bien que la musique et la danse soient aussi représentées.
Le Fringe – dont le nom en anglais se réfère au théâtre d'avant-garde (fringe theatre) – est un festival sans jury et sans commission de sélection, permettant ainsi à n'importe quel type de performance d'y participer ; il propose souvent des œuvres expérimentales qui n'auraient probablement pas été présentées dans d'autres festivals du genre. En plus des événements programmés, le festival propose aussi une foire, principalement localisée sur le Royal Mile, où sont présentés de nombreux spectacles de théâtre de rue.
Le festival, ainsi que la dizaine d'autres festivals se déroulant l'été à Édimbourg, accueille chaque année plus d'un million de visiteurs venus du monde entier.

## Historique
Le Festival Fringe a été créé en 1947 par huit compagnies théâtrales qui n'avaient pas été invitées au festival international d'Édimbourg. Le festival était l'idée de Rudolf Bing, le directeur général de l'opéra de Glynbourn, Henry Harwey Wood, le chef du british council en Écosse et les dirigeants de la ville.

## Influence
Le concept du fringe theatre (théâtre d'avant-garde) a été copié partout dans le monde. Les plus importants festivals du genre sont notamment l'Adelaide Fringe Festival (en)  (Australie), le National Arts Festival (en)  (Afrique du Sud) et l'Edmonton International Fringe Festival (en)  (Canada).
Le Fringe a présenté en avant-première de nombreuses pièces de théâtre modernes, comme Rosencrantz et Guildenstern sont morts (1966) de Tom Stoppard ou Moscow Stations (1994), avec Tom Courtenay. Beaucoup de compagnies théâtrales s'y sont fait connaître et participent régulièrement au festival, entretenant ainsi un haut standard artistique : the London Club Theatre Group (années 1950), 7:84 Scotland (années 1970), the Children's Music Theatre, devenu the National Youth Music Theatre, the National Student Theatre Company (depuis les années 1970), Communicado (années 1980-1990), Red Shift (années 1990), Grid Iron, the Fitchburg State University. The Fringe est également l'organisateur de l'American High School Theatre Festival.
Dans le domaine de la comédie, le festival a fait connaître de nombreux artistes. Dans les années 1960, la future troupe des Monty Python y est apparu dans diverses productions étudiantes, ainsi que les acteurs et humoristes Rowan Atkinson, Stephen Fry, Hugh Laurie ou Emma Thompson, ces trois derniers faisant partie de la compagnie des Footlights de Cambridge, alors qu'Atkinson venait d'Oxford. Plus récemment, les « découvertes » du festival incluent Rory Bremner (en), Fascinating Aïda, Reduced Shakespeare Company, Steve Coogan, Jenny Eclair (en), The League of Gentlemen, Al Murray et Rich Hall.

## Lieux
- Assembly Rooms
- C venues
- Gilded Balloon
- Pleasance
- Sweet Venues
- Underbelly
- The Meadows

## Couverture
Le quotidien The Scotsman propose, pendant le festival, une couverture de la programmation et remet à l'issue du festival les Fringe First récompensant les meilleurs spectacles interprétés pour la première fois. Les journaux The Herald, Scotland on Sunday et Sunday Herald, ainsi que les magazines culturels The List (en) et Fest Magazine (en) en proposent également une couverture approfondie. Plusieurs quotidiens nationaux, comme The Guardian ou The Independent, ainsi que l'hebdomadaire spécialisé dans le théâtre, The Stage, s'intéressent au festival en envoyant des reporters chaque année en Écosse.

## Festivals dérivés
- Free Edinburgh Fringe Festival (depuis 2004) — festival de spectacles gratuits
- Edinburgh Comedy Festival (depuis 2008) — festival de comédie se déroulant dans les quartiers d'Assembly, Gilded Balloon, Pleasance et Underbelly
- Edinburgh Book Fringe (depuis 2008)[1] — festival littéraire